# Groene Leger

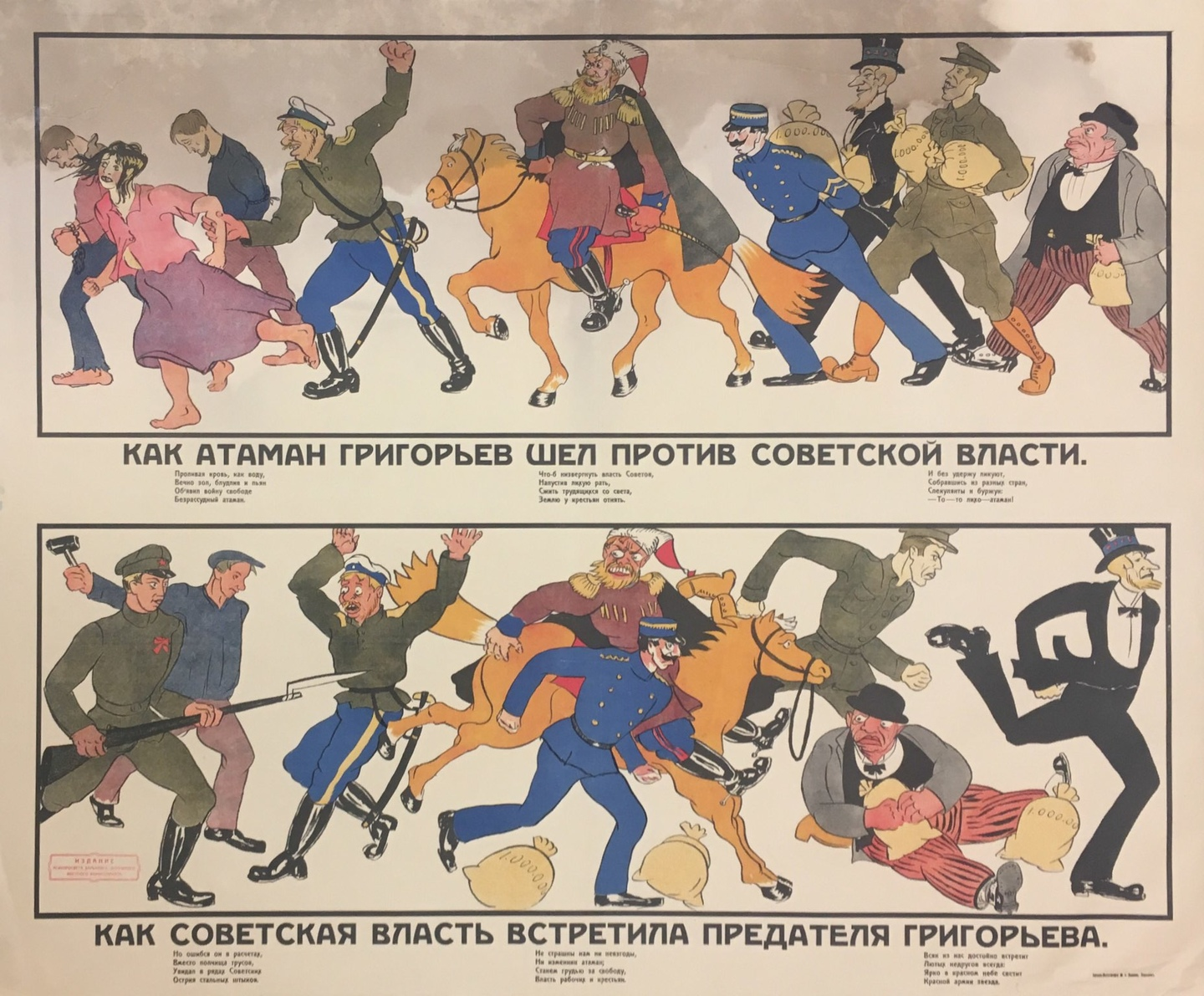
Propagandaposter van de bolsjewieken tegen het leger van ataman Nikifor Grigoriev, 1919.

Het Groene Leger (Russisch: Зелёная Армия, Zeljonija Armija) of "de Groenen" (Russisch: Зелёные, Zeljonije) was een los verband van een aantal legers met anarchistische of nationalistische of niet-politieke ideologieën tijdens de Russische Burgeroorlog. Het werd tijdens de burgeroorlog wel het 'derde leger' genoemd. De Groene Legers vochten meestal tegen zowel het Rode Leger als tegen de Witten, maar sommige Groene Legers werkten tijdelijk met een van beide legers samen. De Groenen bestonden voornamelijk uit boeren en deserteurs. De boeren deden vaak mee omdat de bolsjewieken hun graan vorderden, en andere maatregelen invoerden die negatief voor hen uitpakten. De term Groene Leger wordt een enkele keer ook gebruikt voor het Zwarte Leger.

## Geschiedenis
De Groene Legers ontstonden door de ontevredenheid van de boeren tegen het bolsjewistische beleid van gewelddadige graanvorderingen tijdens het oorlogscommunisme die in sommige gebieden er voor zorgden dat zelfs de voorraden van de boeren bestemd als eigen voedsel of als zaaigoed werden toegeëigend door de communisten. De meeste Groene Legers wilden slechts hun land, zaaigoed en oogst beschermen tegen de Witten en de Roden. De Groene Legers kwamen bijna nooit buiten de regio’s waar zij woonden. De Groenen waren voornamelijk actief in de oblasts Tambov, Novgorod, Toela, Rjazan, Tver, Voronezj, Kostroma, Samara, Homel, Koersk, Brjansk, Orjol en in Oekraïne. Alle strijdende partijen maakten zich in deze oorlog schuldig aan wreedheden en pogroms. waarbij het totale aantal doden wordt geschat op 7 miljoen.
De Groenen kwamen aan wapens door deserteurs uit het Rode Leger en het Witte Leger die bij hen aansloten, het doden van soldaten en het overvallen van arsenalen. De Groenen voerden guerrillaoorlogen en vielen spoorwegen, telefoonlijnen en communistische voedselvorderingsbrigades aan. De groottes van de Groene Legers verschillen, met sommige legers van honderden mensen tot meer dan 15.000 manschappen.
Het totale aantal leden van de verschillende groepen binnen het Groene Leger varieerde sterk per periode. De grootste eenheden waren de pro-communistische bendes in het zuiden van Oekraïne onder leiding van ataman Nikifor Grigorjev, en het eveneens pro-communistische Koeban-Zwarte Zee-Leger (of Rood-Groene Leger), met een geschat aantal van ieder 15.000 man. Beide legereenheden vochten in 1919 tegen het Russisch Vrijwilligersleger van generaal Anton Denikin.
Paramilitaire eenheden in de Krim verenigden zich in 1920 in het Krim-rebellenleger en vochten samen met het Rode Leger tegen het Witte Leger van Pjotr Wrangel.
Een bekende leger van de Groenen was het Leger voor de Opleving van Rusland in de Noordelijke Kaukasus dat in 1920 onder bevel stond van generaal Michail Fostikov.
In de zomer van 1920 braken grote opstanden uit in veel Wolga-provincies, met name in oblast Saratov en oblast Tambov. De Groenen onder leiding van Aleksandr Antonov – dit leger stond ook bekend als het Blauwe Leger – had tijdens de Tambov-opstand grote delen van het land in bezit. De bolsjewieken hadden strenge maatregelen afgekondigd die de economie moesten redden, maar negatief uitpakten voor de bevolking en daardoor de anarchisten en mensjewieken in de kaart speelden. Na een staking begin 1921 en de daaropvolgend Opstand van Kronstadt, die beiden door de bolsjewieken werd neergeslagen, werd de Nieuwe Economische Politiek (NEP) ingevoerd. De NEP schaftte de graanvorderingen grotendeels af en boeren mochten zelfstandig voortgaan. Tegen het einde van 1922 waren de Groene Legers verdwenen.